# Родопсин

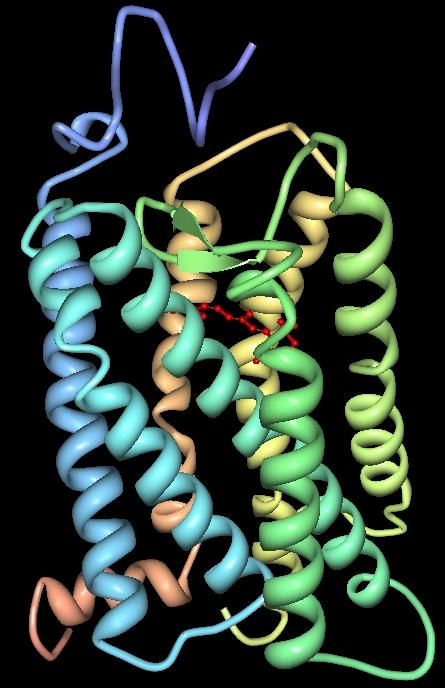
Структура родопсина

Родопси́н, зри́тельный пу́рпур (от греческого — ῥόδον — роза и ὄψις — зрение) — основной зрительный пигмент. Содержится в палочках сетчатки глаза морских беспозвоночных, рыб, почти всех наземных позвоночных и человека и по данным недавнего исследования в клетках кожи меланоцитах. Относится к сложным белкам хромопротеинам. Модификации белка, свойственные различным биологическим видам, могут существенно различаться по структуре и молекулярной массе. Светочувствительный рецептор клеток-палочек, представитель семейства А (или семейства родопсина) G-белоксопряженных рецепторов (GPCR-рецепторов).

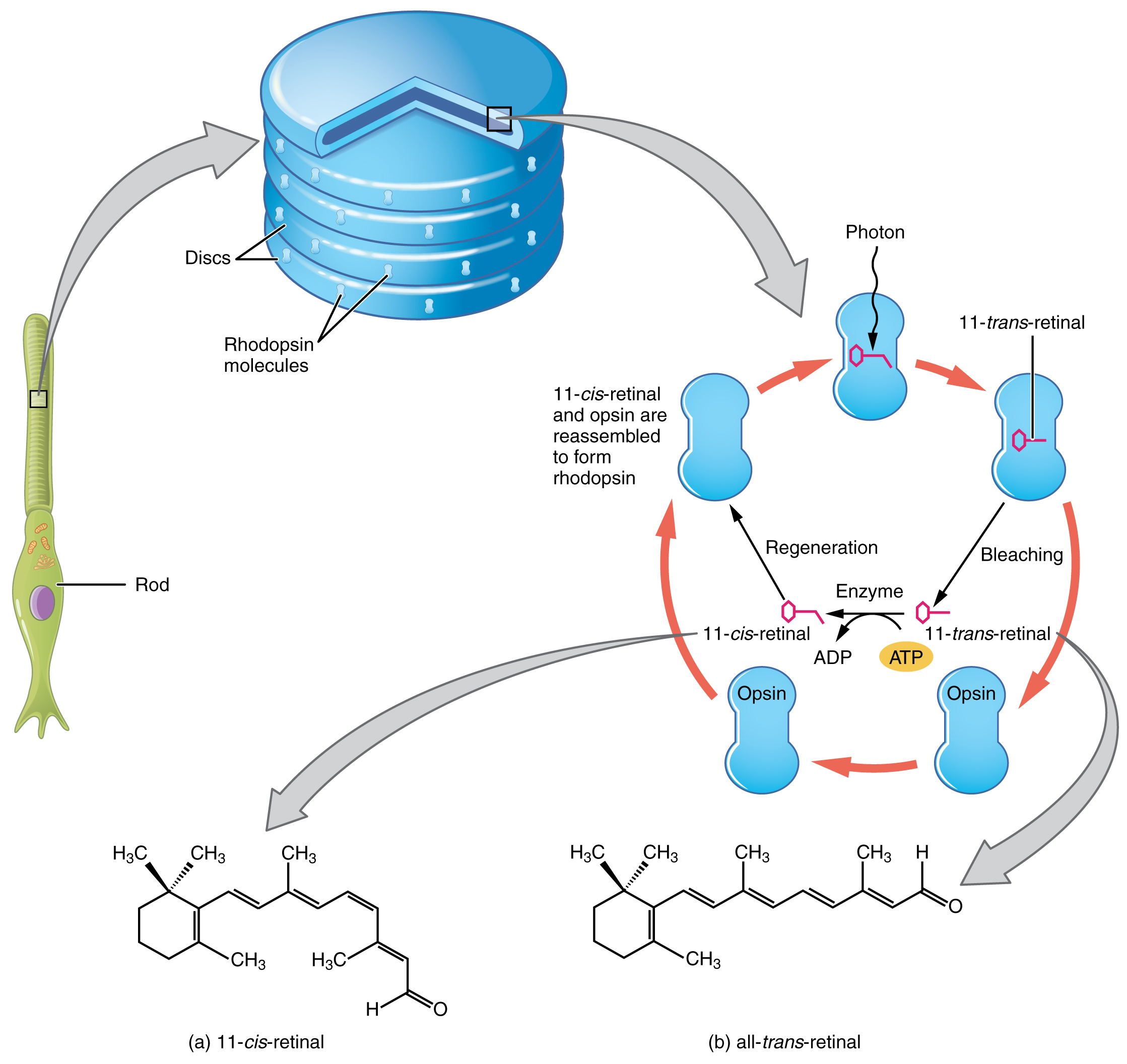
Схема работы родопсина

## Функции родопсина
Под действием света светочувствительный зрительный пигмент изменяется, и один из промежуточных продуктов его превращения отвечает за возникновение зрительного возбуждения. Зрительные пигменты, содержащиеся в наружном сегменте фоторецепторной клетки, представляют собой сложные окрашенные белки (хромопротеиды). Та их часть, которая поглощает видимый свет, называется хромофором. Это химическое соединение — альдегид витамина А, или ретиналь. Белок зрительных пигментов, с которыми связан ретиналь, называется опсином.
При поглощении кванта света (фотона) хромофорная группа белка (11-цис-ретиналь) изомеризуется в транс-форму. Возбуждение зрительного нерва происходит при фотолитическом разложении родопсина за счёт изменения ионного транспорта в фоторецепторе. Впоследствии родопсин восстанавливается (регенерирует) в результате синтеза 11-цис-ретиналя и опсина или в процессе синтеза новых дисков наружного слоя сетчатки.
Родопсин относится к супер семейству трансмембранных рецепторов GPCR (рецепторов, связанных с G-белками). При поглощении света конформация белковой части родопсина меняется, и он активирует G-белок трансдуцин, который активирует фермент цГМФ-фосфодиэстеразу. В результате активации этого фермента в клетке падает концентрация цГМФ и закрываются цГМФ-зависимые натриевые каналы. Так как ионы натрия постоянно выкачиваются из клетки АТФ-азой, концентрация ионов натрия внутри клетки падает, что вызывает её гиперполяризацию. В результате фоторецептор выделяет меньше тормозного медиатора ГАМК, и в биполярной нервной клетке, которая «растормаживается», возникают нервные импульсы.

### Спектр поглощения родопсина
Специфический спектр поглощения зрительного пигмента определяется как свойствами хромофора и опсина, так и характером химической связи между ними (подробнее об этом см. обзор:). Этот спектр имеет два максимума — один в ультрафиолетовой области (278 нм), обусловленный опсином, и другой — в видимой области (около 500 нм), — поглощение хромофора (см. рисунок). Превращение при действии света зрительного пигмента до конечного стабильного продукта состоит из ряда очень быстрых промежуточных стадий. Исследуя спектры поглощения промежуточных продуктов в экстрактах родопсина при низких температурах, при которых эти продукты стабильны, удалось подробно описать весь процесс обесцвечивания зрительного пигмента .
В живом глазу, наряду с разложением зрительного пигмента, постоянно идёт и процесс его регенерации (ресинтеза). При темновой адаптации этот процесс заканчивается только тогда, когда весь свободный опсин соединился с ретиналем.

### Дневное и ночное зрение
Из спектров поглощения родопсина видно, что восстановленный родопсин (при слабом «сумеречном» освещении) отвечает за ночное зрение, а при дневном «цветовом зрении» (ярком освещении) он разлагается, и максимум его чувствительности смещается в синюю область. При достаточном освещении палочка работает совместно с колбочкой, являясь приёмником синей области спектра. Полное восстановление родопсина у человека занимает около 30 минут.

## Родопсин в клетках кожи
По данным исследования 2011 года, проведенного в Брауновском университете, клетки кожи меланоциты также содержат родопсин. Родопсин реагирует на  ультрафиолетовое излучение и запускает выработку меланина

## Этимология
Название «родопсин» происходит от др.-греч. ρόδον — роза и др.-греч. όπσις — зрение.